# Mirbelieae
Mirbelieae je tribus (seskupení rodů) čeledi bobovité dvouděložných rostlin. Zahrnuje téměř 700 druhů ve 25 rodech. Vyskytuje se s výjimkou 1 rodu pouze v Austrálii. Zástupci tohoto tribu jsou nejčastěji keře, často s tuhými nebo redukovanými listy a motýlovitými květy ve žlutých až červených barvách. Náležejí k významným a osobitým složkám australské flóry.

## Popis
Zástupci tribu Mirbelieae jsou beztrnné nebo trnité či ostnité keře, řidčeji byliny nebo liány.
Listy jsou střídavé, vstřícné nebo přeslenité, drobné a erikoidní až středně velké, většinou tuhé nebo řidčeji bylinné, řapíkaté až přisedlé. Nejčastěji jsou jednoduché, řidčeji lichozpeřené, trojčetné či dlanitě složené nebo jednolisté. Na okraji jsou celokrajné, podvinuté, zubaté, vroubkované či ostnité. Některé druhy mají listy přeměněné na fylódia nebo více či méně až zcela redukované a jejich funkci přebírají zelené stonky. Palisty jsou volné, nitkovité až šídlovité nebo chybějí.
Květy jsou jednotlivé nebo uspořádané v hroznech či svazečcích, řidčeji i v jiných typech květenství (vrcholíky, hlávky, klasy, nepravé okolíky aj.). Kalich je pětilaločný, pravidelný až dvoupyský.
Koruna je většinou motýlovitá, různých barev, často žlutá, oranžová nebo červená s tmavým středem. Korunní lístky jsou téměř přisedlé nebo častěji nehetnaté.
Pavéza je na vrcholu vykrojená nebo řidčeji zaokrouhlená, na bázi bez přívěsků. U rodu Leptosema je pavéza redukovaná a květy nemají klasický motýlovitý vzhled květů bobovitých. Křídla jsou volná, člunek je na vrcholu bez zobanu. Tyčinek je 10 a jsou volné nebo výjimečně na bázi srostlé a přirostlé ke koruně (rod Phyllota). Semeník je přisedlý až stopkatý a obsahuje 2 až mnoho vajíček. Lusky jsou kulovité až protáhlé, stopkaté až téměř přisedlé, pukající 2 chlopněmi Obsahují 1 až mnoho semen. Semena některých druhů mají míšek.

## Rozšíření
Tribus Mirbelieae zahrnuje 25 rodů a asi 686 druhů. Největší rody jsou Daviesia (135 druhů), Gastrolobium (109), Pultenaea (104) a Jacksonia (74 druhů). Tribus je rozšířen téměř výhradně v Austrálii. Rod Gompholobium přesahuje dvěma druhy na Papuu Novou Guineu a Malé Sundské ostrovy, monotypický rod Stonesiella je endemitem Tasmánie. Převážná většina druhů tribu se vyskytuje v jižních oblastech Austrálie, zejména na jihozápadním, jižním a východním pobřeží. Vyskytují se zejména jako tvrdolisté až erikoidní keře v podrostu řídkých eukalyptových lesů, často na chudých, písčitých či lateritických půdách. Mnohde tvoří nápadnou složku vegetace a v některých oblastech i dominují. Vyskytují se od úrovně moře až do subalpínských poloh. Některé druhy rostou v bažinatých oblastech či podél vodních toků. Rod Isotropis se vyskytuje i na pouštích centrální části australského kontinentu.

## Zajímavosti
Podle charakteristické barvy květů se těmto rostlinám v Austrálii říká egg and bacon, tedy vajíčka se slaninou.

## Taxonomie
Tribus Mirbelieae v současné podobě byl ustaven v roce 1981. Před tím byly rody tohoto tribu součástí tribu Podalyrieae.
Nejblíže příbuzným tribem jsou Bossiaeeae, podle výsledků některých molekulárních studií dokonce tento tribus tvoří vývojovou větev uvnitř tribu Mirbelieae a měl by do něj být vřazen. Obě tyto skupiny jsou blízce příbuzné malému jihoafrickému tribu Hypocalypteae.

## Zástupci
- gomfolobium (Gompholobium)
- chorizéma (Chorizema)
- sferolobium (Spherolobium)

## Význam
Některé nápadně kvetoucí druhy chorizémy (Chorizema) a jiných rodů jsou v Austrálii pěstovány jako okrasné rostliny.

## Přehled rodů
Almaleea, Aotus, Callistachys, Chorizema, Daviesia, Dillwynia, Erichsenia, Euchilopsis, Eutaxia, Gastrolobium, Gompholobium, Isotropis, Jacksonia, Latrobea, Leptosema, Mirbelia, Otion, Oxylobium, Phyllota, Podolobium, Pultenaea, Sphaerolobium, Stonesiella, Urodon, Viminaria